# David Golder
David Golder è un romanzo francese di Irène Némirovsky, pubblicato nel 1929. Il protagonista eponimo è un businessman internazionale, ricco uomo d'affari ebreo che tratta grandi partite di petrolio e carbone.

## Origine
Quando, nel 1929, l'editore Bernard Grasset lesse in una notte il manoscritto di David Golder e, dopo aver perfino messo un annuncio sul giornale per rintracciarne l'anonimo autore, si vide davanti Irène Némirovsky, sulle prime non volle credere che fosse stata quella giovane spigliata ed elegante, figlia dell'alta borghesia russa rifugiatasi a Parigi dopo la rivoluzione, a scrivere una storia tanto audace, insieme crudele e brillante – un'opera in tutto e per tutto degna di un romanziere maturo". Pieno di ammirazione ma ancora dubbioso, l'editore la interrogò a lungo per assicurarsi che la Némirovsky non stesse facendo da prestanome a un qualche scrittore famoso che voleva restare nell'ombra. Appena uscì, David Golder fu elogiato all'unanimità dalla critica, tanto che Irène Némirovsky divenne subito celebre e fu lodata da scrittori di diversa estrazione, come Joseph Kessel, un ebreo, e Robert Brasillach, un monarchico di estrema destra e antisemita. Brasillach elogiò in particolare la purezza della prosa di quella nuova arrivata nel mondo letterario parigino.
In un giornale francese del 1930 si legge: "David Golder porta la firma di una donna, si deve quindi riconoscere che è scritto da una donna".

## Struttura
È un romanzo breve, ma potrebbe essere considerato una novella lunga. Nonostante il racconto si svolga nella Parigi moderna (del 1920) e tra Biarritz e la Spagna, le sue radici salgono dalla Russia profonda, dall'Ucraina, da quel Mar Nero in cui era cominciata l'avventura umana di Golder e vi finisce. In questo senso è un romanzo yiddish che porta alle estreme conseguenze i temi cari a tanti scrittori dell'area est-europea, come Joseph Roth, Isaac Bashevis Singer, Sholem Aleichem, Bruno Schulz. Vi si raffigura l'ebreo povero che viene in Europa o emigra in America per fare fortuna ma - anche quando riesce - rimane solo e sconfitto, inchiodato alla propria brama di vivere: "Anche lui era stato giovane, di quella giovinezza avida ed esuberante della sua razza. Molto tempo addietro. A un tratto disse al ragazzo: 'farai la fame, lo sai?' - 'Oh, ci sono abituato'... 'Imbecille. Andrà avanti per anni e anni. E alla fine, in fondo, non si sta mica tanto meglio'. Il ragazzo con voce profonda, ardente, sussurò: 'alla fine si diventa ricchì - 'Alla fine si crepa' disse Golder, 'soli come cani, così come si è vissuti'".

## Trama
Il romanzo inizia con una conversazione tra Golder e il suo amico Simon Marcus, con il quale è in società da 26 anni. Assieme hanno fondato la ditta Golder & Marcus, "Golmar", con sedi a New York, Londra, Parigi e Berlino. Marcus ha fatto un investimento rischioso e ha perso. Ha tentato di imbrogliare Golder che però, comprando le informazioni dal segretario particolare di Marcus, lo ha scoperto e, anticipando le sue mosse, l'ha messo al tappeto. Ora Marcus chiede aiuto al vecchio amico ma, dopo l'ultimo diniego di Golder, se ne va. Quella notte stessa si suiciderà in un bordello, con grande scorno della moglie, cui non lascia nulla.
Dopo aver atteso di malavoglia al funerale dell'ex socio, Golder decide di partire per una breve vacanza a Biarritz, dove sono in villeggiatura la moglie e la figlia diciottenne Joyce.
Durante il viaggio in treno ha un attacco di cuore che lo lascia spossato e, per la prima volta nella sua vita, sperimenta la paura di morire. A Biarritz, non incontra solo la moglie Gloria e la figlia Joyce, ma lo sciame di parassiti che le circondano "un branco di cani avidi". Tra questi Hoyos, "il bell'avventuriero" spagnolo che, per decenni, è stato l'amante della moglie e Alec, un principe povero, amico di Joyce, di professione gigolò, che la corteggia. Non riesce nemmeno a dormire nella sua stanza perché sua moglie l'ha destinata ad altri. Subito ha un altro attacco di angina pectoris da cui si riprende a fatica. Il medico suggerisce alla moglie di avvertirlo che non potrà più affaticarsi. Ma Gloria - che lo vede solo come "una macchina per fare soldi" - lo rassicura falsamente e lo incita a continuare, e a riprendere gli affari. Dopo l'ennesimo litigio la moglie gli butta in faccia la verità che lui stesso aveva voluto nascondersi: Joyce non è sua figlia, è figlia di Hoyos. In effetti Golder lo aveva sempre saputo. Decide di chiudere definitivamente con la famiglia e rifiuta una proposta d'affari di un suo corrispondente, Tübingen. Si ritira a vivere miseramente e affronta un futuro senza speranze. Ma ancora una volta la visita di Joyce lo sconvolge. Vede la figlia pallida, disperata. Più alta e magra, carica di gioielli e pellicce. Gli confessa di essersi venduta a un vecchio ebreo ricco e orribile, che vuole sposarla. Golder lo conosce. Si impietosisce per la figlia ma soprattutto si ribella a cedere una sua proprietà a quello che per lui altro non è che un concorrente. In un soprassalto di vitalità decide di accettare la proposta del partner d'affari. Tübingen è molto diverso da Golder: "Il suo cranio lungo aveva una forma strana, il volto sproporzionatamente alto e luminoso. Una faccia da puritano, pallido, con le labbra serrate". Spiega a Golder come mai un anziano di 76 anni sia ancora in affari: perché crede nel futuro. Qui si delinea la differenza tra il metodo rapace e discontinuo di Goldberg motivato solo dai soldi e l'etica protestante che lavora per una dimensione degli affari più stabile e permanente. "Il Signore ha dato, il Signore ha preso. Il nome del Signore sia santificato". Con questo viatico del partner, Golder lascia Parigi e inizia un'estenuante trattativa con i sovietici, che lo porterà a Mosca e infine sul Mar Nero. Dove muore tra le braccia di un ragazzo ebreo, povero e sconosciuto di cui "Osservava con sordo e doloroso piacere i movimenti delle mani, delle spalle... quei fremiti incessanti di tutto il corpo, quella voce impaziente, che mangiava le parole, quella smania di vita, quella giovane forza nervosa...".

## Personaggi principali
David Golder, nato povero, un ebreo smilzo con gli occhi pieni di fame "Venditore di stracci a New York". Divenuto finanziere di alto livello, ha costruito intorno a sé rapporti falsi dove l'unica relazione significativa è fondata sui soldi. Quando li finisce rimane solo.
Joyce, la figlia diciottenne, che Golder vorrebbe amare ma di cui conosce l'avidità, la superficialità e, soprattutto, l'interesse esclusivo per i suoi soldi.
Gloria, la moglie, una vecchia rinsecchita e imbellettata che frequenta il demi-monde di Biarritz, circondandosi di ruffiani e gigolò, da anni tradisce il marito e - quando si rende conto che questi potrebbe morire senza lasciarle un franco - lo odia con forza ancor maggiore.

## Significato letterario
«David Golder è un libro che gronda odio, soprattutto verso il denaro e tutto ciò che può essere trasformato in denaro, oggetti e sentimenti, e verso le forme infinite che il denaro può assumere. Oggi, non ci rendiamo conto di cosa sia stato il denaro nel XIX secolo, o nella prima parte del ventesimo: una fiamma ardentissima, una colata di sangue disseccata, sbarre d'oro sciolte e di nuovo pietrificate. Diventava eros, pensiero, sensazioni, sentimenti, fango, abisso, potere, violenza, furore, come nella Comédie humaine ... David Golder è un libro durissimo e secchissimo, che incide di continuo terribili ritratti, che in parte ricordano la memorialistica e la tradizione aforistica francese».

## Storia della pubblicazione e fortuna
Dopo il repentino successo della prima edizione di David Golder, l'autrice si meravigliò perfino che si attribuisse tanta importanza a quel libro che lei stessa definiva, senza falsa modestia, «un romanzetto». Il 22 gennaio 1930 scriveva a un'amica: «Come puoi credere che possa dimenticare le mie vecchie amicizie a causa di un libro di cui ora si parla, ma che tra una quindicina di giorni sarà già finito nel dimenticatoio, come tutto a Parigi?». 
Il romanzo, pubblicato per la prima volta in francese nel 1929, venne poi tradotto in tedesco da Magda Kahn nel 1930 e pubblicato da Fischer a Berlino, che ne stampò sei edizioni, e successivamente in tutti i paesi europei e in Giappone. Fu tradotto in italiano nel 1932 da Elena Piccolo e pubblicato da Giuseppe Carabba editore Lanciano. 
È stato anche adattato per il palcoscenico..
Il nome della Némirovsky è stato citato solo di passaggio nella letteratura francese, con molti dei romanzi d'anteguerra della Némirovsky rimasti in edizione economica, stampati in Francia e non tradotti. Anche in Germania, il libro è stato dimenticato fino al 2004, quando la riscoperta e il grande successo del postumo di Suite francese ha generato un rinnovato interesse per l'opera di Irène Némirovsky.
Il "New York Times" lo ha definito: "un libro commovente e potente. Una tragedia sordida che ci lascia, per l'ennesima volta, in dubbio sul valore dell'esistenza umana. Il lettore ha l'impressione che questa sia l'opera di una donna che ha la forza di suscitare pietà e terrore, come un Balzac o un Dostoevskij..  

## Antisemitismo
Il carattere di Golder è fortemente negativo, sia per i valori che persegue - i soldi per i soldi, senza un progetto di lungo periodo - sia per il fisico repellente e la mente dominata dal risentimento e dall'avidità senza scrupoli. Il libro, in Francia, è stato accusato di essere anti-bolscevico e antisemita. Anche se scrittori come Robert Brasillach, Paul Morand o Jean-Pierre Maxence lo hanno apprezzato e difeso. Quando fu criticata come scrittrice antisemita, Irène Némirovsky dichiarò candidamente: "Perché i francesi Israeliti si vogliono riconoscere in David Golder?". 
La figlia Gille nell'"autobiografia" di sua madre - Iréne Némirovsky, precisa che la scrittrice era un rampollo della borghesia ebraica russificata di Kiev e San Pietroburgo. La sua famiglia era riuscita a fuggire in Francia al tempo della rivoluzione bolscevica, mantenendo gran parte delle proprie ricchezze. Questo fatto, unito alla cultura e alle buone frequentazioni sociali, le permetteva di avere rapporti amichevoli con aristocratici impoveriti da cui, in Russia, sarebbe stata rifiutata. Data questa collocazione sociale e il desiderio di entrare a pieno titolo a far parte dell'alta borghesia parigina, attraverso un processo di assimilazione - molto diffuso tra gli ebrei del tempo - i Némirovsky erano orgogliosi della propria distanza dall'ebreo tradizionalista (o semplicemente meno assimilato). Fatto sta che i libri della Némirovsky sono popolati di figure ebraiche - nel migliore dei casi ambigue - nel peggiore, che meriterebbero un posto nella nosografia ebraica dell'Ebreo che odia sé stesso di Theodor Lessing o Sander L. Gilman. Nella "autobiografia" la figlia Élisabeth Gille immagina che sua madre, durante l'occupazione nazista, si penta dei propri ritratti al vetriolo di ebrei odiosi, in David Golder, e le fa dire: "Mi prende a volte una specie di vertigine, giacché mi pento di aver scritto quel libro. Mi chiedo se per condannare l'ambiente sociale da cui provenivo e che ho odiato così tanto, non abbia fornito ulteriori munizioni agli antisemiti. Temo di aver dato prova di leggerezza e di una volubilità suicida". D'altronde la stessa Némirovsky, in un'intervista (vera), rilasciata nel '35 ha detto: "Sono assolutamente certa che se Hitler fosse già stato al potere, avrei notevolmente ammorbidito David Golder. Ma penso che sarebbe stato sbagliato farlo, che sarebbe stata una debolezza indegna di un vero scrittore". Il critico Paul La Farge, nota: 'il "disagio" della Némirovsky nei confronti della sua stessa identità (ebraica) guasta il racconto della vita di David Golder'. E continua: David Golder abbonda di caricature che non sarebbe ingiusto definire antisemite: Simon ha "gli occhi assonnati e pesanti di un orientale"  la moglie di Simon denti "lastricati d'oro, che brillavano stranamente nell'ombra." ha un "viso magro con un naso grande e duro, a forma di becco... collocato in un modo strano, molto in alto." E così via. Némirovsky difese queste caratterizzazioni dichiarando di averle tratte dalla propria esperienza. La stampa ebraica ha reagito al romanzo con sgomento, dichiarando che, se non proprio antisemita, (la posizione della) Némirovsky, "non era molto ebraica".

## Edizioni italiane
- Irène Némirovsky, Davide Golder, traduzione di Elena Piccolo, Giuseppe Carabba Editore Lanciano, 1932
- id., David Golder, traduzione di Margherita Belardetti, Collana Biblioteca, Adelphi, Milano, 2006 ISBN 9788845920523; Collana gli Adelphi, Adelphi, Milano, 2009; edizione speciale per il Corriere della Sera, Prefazione di Frediano Sessi, RCS, Milano, 2013
- id., David Golder, traduzione di Alessandra Maestrini, introduzione di Maria Nadotti, Collana Grandi tascabili economici, Newton&Compton, Roma, 2013 ISBN 9788854146723

## Adattamenti cinematografici
Due film sono stati tratti dal romanzo:
- La beffa della vita (David Golder), regia di Julien Duvivier (1931)
- Mia figlia Joy[17] (1950), diretto da Gregory Ratoff e interpretato da Edward G. Robinson - il protagonista nel film si chiama George Constantin anziché David Golder, (e la figlia Joyce diventa 'Georgette Constantin')